# Happiness is the Road
Happiness is the Road is het vijftiende studioalbum van de Britse muziekgroep Marillion. Het is opgenomen gedurende de jaren 2007 en 2008 en kwam officieel pas uit op 2 februari 2009 op het platenlabel EMI. De titel van het album voert terug naar het boek The Power of Now van Eckhart Tolle. Het boek werd hem aangeraden als geneesbasis voor een ziekte die zanger Hogarth trof tijdens een bezoek aan Utrecht. Het album is opgenomen in The Racket Club, privéstudio van de band.

## Geschiedenis
Tijdens de opnamen van Somewhere Else (Marillion) waren er wat liedjes op de plank blijven liggen, die niet bij dat album pasten. Het eerste idee was om deze liedjes op te nemen voor een album, dat binnen een jaar na Somewhere Else' zou volgen. Toen Marillion echter de studio in ging kwam er zoveel nieuw materiaal vrij, dat dat album uitliep op een dubbel-cd. Om de harde kern fans een beetje tegemoet te komen, werd weer gevraagd vooraf een geldelijke bijdrage te leveren in de uiteindelijke release; fans werd daarbij een prachtig boekwerk beloofd. Fans hadden "geklaagd" dat zij bij het vorige album deze mogelijkheid niet hadden, Marillion antwoordde later dat wat niet nodig is, niet wordt gedaan.
De teleurstelling onder diezelfde fans kwam met de mededeling dat de muziek van het album een maand (19 september 2008) voor de toezending naar die geldschieters al downloadbaar was. De band zei dat ze bang was dat de muziek toch vroegtijdig zou uitlekken en dat men daarom derving van inkomsten vreesde. Als men het album downloadde kreeg men een pop-upscherm, waarop het e-mailadres van de downloader werd gevraagd om nog enige aanhangende artikelen te kunnen verkopen (in de toekomst). Op 18 oktober 2008 lag het album op de deurmat van degenen die het album voorgefinancierd had. Het album zat verpakt in een soort boxconstructie met twee boekwerkjes. Per boekwerkje zat een muziekalbum bijgevoegd; boekwerk één staat vol met foto's; boekwerk 2 bevat de lijst van de donateurs. het geheel is ontworpen door Antonio Seijas en vaste ontwerper Carl Glover, die ook werk verricht voor Bass Communion. Vlak daarna op 28 oktober 2008 volgde de officiële release in de Verenigde Staten.
Het album werd voorts per internet aangeboden via het eigen distributiekanaal, dat bleek minder succesvol dan gedacht, vandaar dat Marillion alsnog EMI inschakelde om de wereldwijde distributie te verzorgen.

## Muziek
De muziek van het album is voor Marillions doen erg ingetogen; slechts af en toe is er wat hardere muziek, maar voor het overgrote deel zijn het rustige songs. Steve Hogarth vertelde dat invloeden van The Beach Boys,  Marvin Gaye, Interpol, The Doors, Traffic, Pink Floyd en David Bowie zijn verwerkt. Als de muziek bij Marillion ingetogen wordt had dat meestal tot resultaat dat de muziek erg somber werd. Dat is hier niet het geval, de stemming is eerder melancholiek te noemen.

## Musici
- Steve Hogarth – zang, keyboards
- Mark Kelly - keyboards, achtergrondzang
- Ian Mosley – slagwerk, achtergrondzang
- Steve Rothery – gitaar, achtergrondzang
- Pete Trewavas – basgitaar, achtergrondzang, gitaar, en één toon op de klarinet in "Throw Me Out"

met medewerking van
- Sam Morris – hoorn op "Real Tears For Sale"
- S. Claydon – elektronische staande bas
- S. Audley – dulcimer
- P. Bisset – percussie
- Jon Hotten – tamboerijn
- Emil Hogarth – "ultrasound heartbeat" op "Dreamy Street"
- Dawn Roberts – vingerbekkens op "Essence"

## Composities
Alle muziek is geschreven door Marillion; alle tekst is afkomstig van Hogarth. Het album valt in twee delen uiteen:

### Cd 1: Essence
1. "Dreamy Street" – 2:02
2. "This Train Is My Life" – 4:50
3. "Essence" – 6:29
4. "Wrapped Up in Time" – 5:06
5. "Liquidity" – 2:12
6. "Nothing Fills the Hole" – 3:23
7. "Woke Up" – 3:40
8. "Trap the Spark" – 5:43
9. "A State of Mind" – 4:33
10. "Happiness Is the Road" – 10:05
11. Lege track – 1.59
12. "Half-Full Jam" – 6:48

Track 11 bevat geen geluid; is complete stilte.

### Cd2:The Hard Shoulder
1. "Thunder Fly" – 6:24
2. "The Man from the Planet Marzipan" – 7:55
3. "Asylum Satellite #1" – 9:32
4. "Older Than Me" – 3:11
5. "Throw Me Out" – 4:01
6. "Half the World" – 5:08
7. "Whatever Is Wrong with You" – 4:16
8. "Especially True" – 4:37
9. "Real Tears for Sale" – 7:34

## Single
Whatever is wrong with you was als downloadsingle beschikbaar gemaakt. Ook hierbij werden fans gevraagd om hulp. Men mocht zelf een videoclip maken en op YouTube zetten, de beste clip werd beloond met 5.000 Britse ponden.

## Meningen
De meningen over de twee albums waren verdeeld. Men was het over het algemeen over eens dat cd1 meer naar de traditionele Marillion neigde dan cd2; cd1 wordt gezien als een soort conceptalbum, waarbij cd2 de losse liedjes bevat. cd2 wordt daarbij muzikaal gezien als voortzetting van het zwak geachte Somewhere Else, terwijl cd1 wordt gezien als opvolger van het sterk geachte Marbles. In tegenstelling tot dit algemene verhaal, beschouwt men echter de eerste drie songs van cd2 als de beste muziek van het album. Het album liet derhalve geen eenduidigheid toe.

## Albumlijst
Het album haalt amper de albumlijsten in Nederland. De albums verschenen apart en werden dus twee keer genoemd. Essence heeft één week op plaats 83 gestaan; Shoulder haalde één week op plaats 85. De single deed niets.